# Katleri
Katleri is een subdistrict of wijk (Estisch: asum) in het stadsdistrict Lasnamäe in Tallinn, de hoofdstad van Estland. De wijk telde 4.897 inwoners op 1 januari 2020. De wijk grenst vanaf het noorden met de wijzers van de klok mee aan de wijken Maarjamäe, Kose, Kuristiku, Tondiraba en Loopealse.

## Geschiedenis

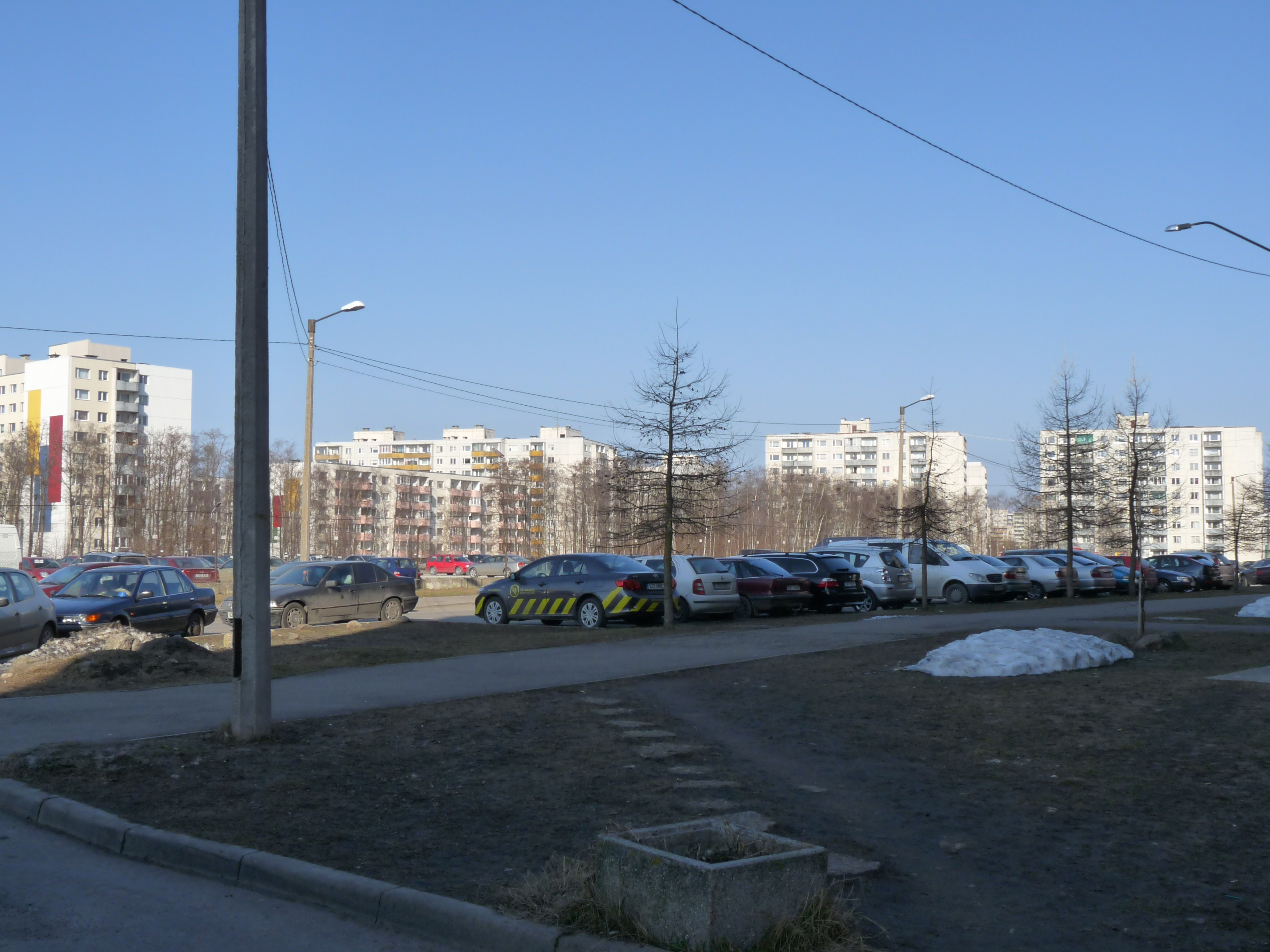
Parkeerplaats en flats in Katleri

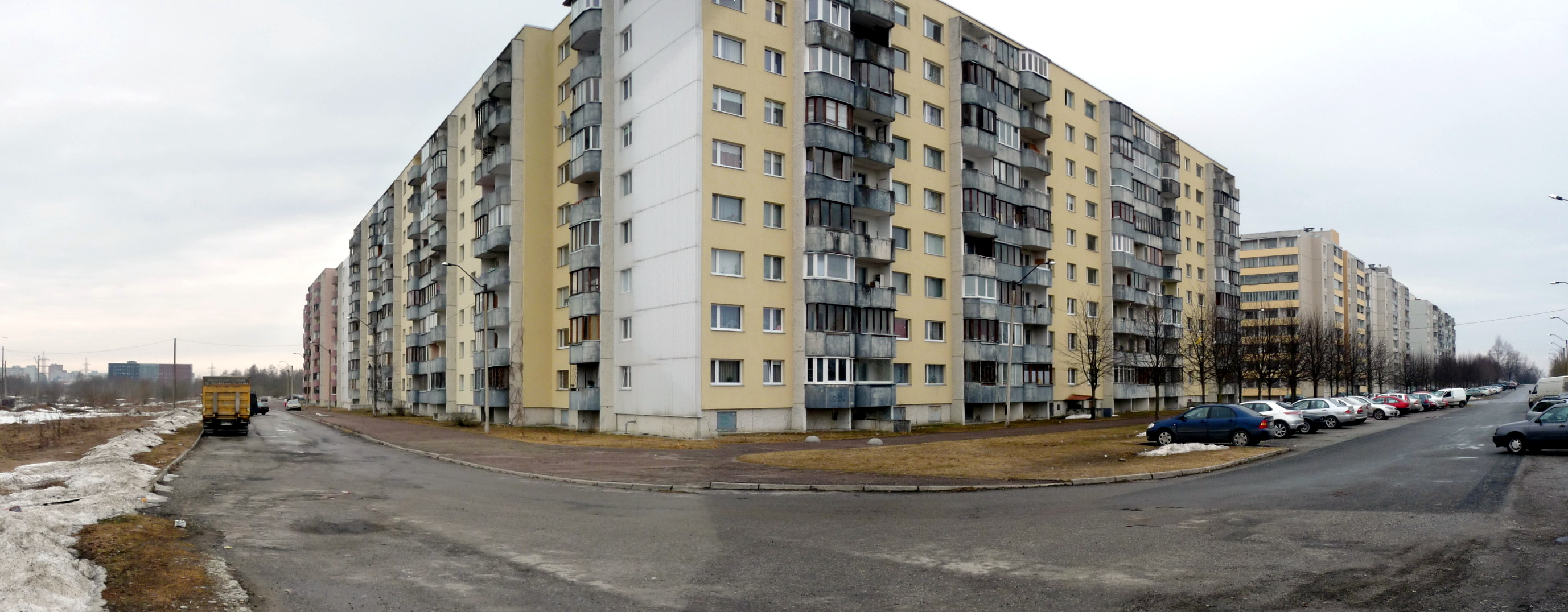
Flats aan de Tondiraba tänav

De naam Katleri is vermoedelijk ontleend aan een landgoed dat hier vroeger lag.
Het was een betrekkelijk ongerept gebied tot in de jaren zeventig en tachtig van de 20e eeuw grote delen van het stadsdistrict Lasnamäe werden volgebouwd met geprefabriceerde huizenblokken (microdistricten), onderling gescheiden door doorgaande wegen. In Katleri zijn de huizenblokken doorgaans tussen de vijf en negen verdiepingen hoog. In de flats werden mensen van buiten de Estische Socialistische Sovjetrepubliek gehuisvest, die zich in Tallinn vestigden. De meesten van hen waren Russen.
Na het herstel van de Estische onafhankelijkheid in 1991 zijn veel van die flats opgeknapt en verbouwd. Er zijn sindsdien maar weinig woningen bij gekomen, aangezien de immigratie van buiten Estland vrijwel stilviel.

## Voorzieningen
In het zuiden ligt een moerasgebied, Tondi raba, dat doorloopt in de wijk Tondiraba, die aan het moeras zijn naam ontleent. De weg Tondiraba tänav en het tenniscentrum Tondiraba Tennisekeskus liggen ondanks de naam in Katleri. Ze zijn naar het moeras vernoemd.
In het midden van de wijk is een park, het Katleri park.
In de wijk is een middelbare school gevestigd, het Tallinna Täiskasvanute Gümnaasium (‘Tallinnse middelbare school voor volwassenen’). Hier krijgen mensen met een afgebroken opleiding de kans alsnog een middelbareschooldiploma te halen. Het is in zijn soort het grootste onderwijsinstituut in Estland.

## Vervoer
De belangrijke verkeersweg Narva maantee vormt de noordgrens van de wijk. Aan de andere kant ligt Maarjamäe. De Mustakivi tee vormt de grens met Kuristiku. Langs deze twee grote wegen rijden bussen.